# Тюково (Рязанская область)
Тюково — село в Клепиковском районе Рязанской области, центр Тюковского сельского поселения.
Расположено в 14 км к западу от районного центра, на берегу Лебединого озера.

## Население
| 1859 | 1906 | 2010 |
| ---- | ---- | ---- |
| 224  | ↗372 | ↘123 |